# Eritreas regioner
Eritrea är sedan 1996 indelat i sex regioner regio's (zoba). Regionerna är i sin tur indelade i 55 distrikt.

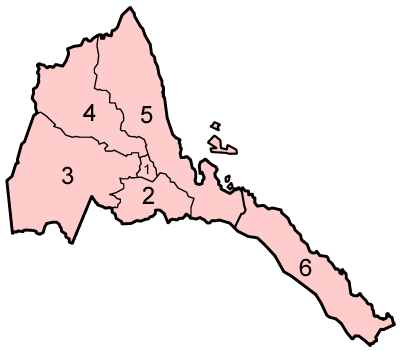
Eritreas regioner

| Nr | Region                                        | Huvudstad | Yta km² | Folkmängd |
| -- | --------------------------------------------- | --------- | ------- | --------- |
| 1. | Maakel (Centrala regionen)                    | Asmara    | 1 300   |           |
| 2. | Debub (Södra regionen)                        | Mendefera | 8 000   |           |
| 3. | Gash-Barka                                    | Barentu   | 33 200  |           |
| 4. | Anseba                                        | Keren     | 23 200  |           |
| 5. | Semenawi Keyih Bahri (Norra Rödahavsregionen) | Massawa   | 27 800  | 380 000   |
| 6. | Debubawi Keyih Bahri (Södra Rödahavsregionen) | Assab     | 27 600  |           |